# タウオパチー
タウオパチー（英: tauopathy）とは、ヒトの脳の神経細胞やグリア細胞において、タウタンパク質が異常に凝集し蓄積する神経変性疾患の総称である。代表的なタウオパチーにはアルツハイマー病、一部の前頭側頭型変性症、進行性核上性麻痺などがある。
正常なタウは主に神経細胞の軸索に存在し、微小管結合タンパクとして重要な役割を持っている。このタウが過剰リン酸化によって微小管から遊離し不溶性の凝集体を形成する。こうした凝集体は電子顕微鏡で観察すると螺旋状の繊維構造物の形態をとっており、対らせん状細線維（PHF, paired helical filament）と呼ばれる。この凝集体は神経細胞やグリア細胞にとって有害であり神経細胞死を引き起こすと考えられている。

## 検出とイメージング
Post-mortem（死後）タウの凝集は脳試料を染色することで顕微鏡下で観察することができる。凝集したタウは神経原線維変化、嗜銀顆粒、Neuropil threads、ピック球、Coiled body、Astrocytic plaque、Tufted astrocyteなど多彩な形態をとることが知られており、神経変性疾患の診断に重要な意義を持つ。
Pre-mortem（生前）タウの凝集部位は適切な標識化合物を用いることでポジトロン断層法（PETスキャン）によってイメージングを行うことができる。

## タウオパチーの一覧
タウは選択的スプライシングによって6種類のアイソフォームが存在する。この6種のアイソフォームは微小管結合領域の繰り返し配列の数によって、3リピート（3R）と4リピート（4R）に大別される。タウオパチーでは3Rタウが蓄積する疾患と、4Rタウが蓄積する疾患と、3Rと4Rの両方のタウが蓄積する疾患がある。
| 疾患                                       | タウのアイソフォーム | 診断に重要なタウ病理                                               | その他観察されるタウ病理                         |
| ------------------------------------------ | -------------------- | ------------------------------------------------------------------ | ------------------------------------------------ |
| ピック病（PiD）                            | 3R                   | ピック球（神経細胞）                                               | ニューロピルスレッド、バルーンドニューロン       |
| アルツハイマー病（AD）                     | 3R+4R                | 神経原線維変化（神経細胞）                                         | ニューロピルスレッド、ニューリティック・プラーク |
| 原発性年齢関連タウオパチー（PART）         | 3R+4R                | 神経原線維変化（神経細胞）                                         |                                                  |
| 慢性外傷性脳症（CTE）                      | 3R+4R                | 神経原線維変化（神経細胞）                                         | Thorn-shaped astrocyte、ニューロピルスレッド     |
| 進行性核上性麻痺（PSP）                    | 4R                   | Tufted astrocyte（アストロサイト）                                 | プレタングル、Coiled body                        |
| 大脳皮質基底核変性症（CBD）                | 4R                   | Astrocytic plaque（アストロサイト）                                | プレタングル、Ballooned neuron、Coiled body      |
| 嗜銀顆粒性認知症（AGD）                    | 4R                   | 嗜銀顆粒（神経細胞）                                               | プレタングル、Coiled body                        |
| Globular glial tauopathy (GGT）            | 4R                   | Globular glial inclusions（グリア細胞）                            |                                                  |
| Aging-related tau astrogliopathy （ARTAG） | 4R                   | Thorn-shaped astrocyte, Granular fuzzy astrocyte（アストロサイト） |                                                  |

## アルツハイマー病

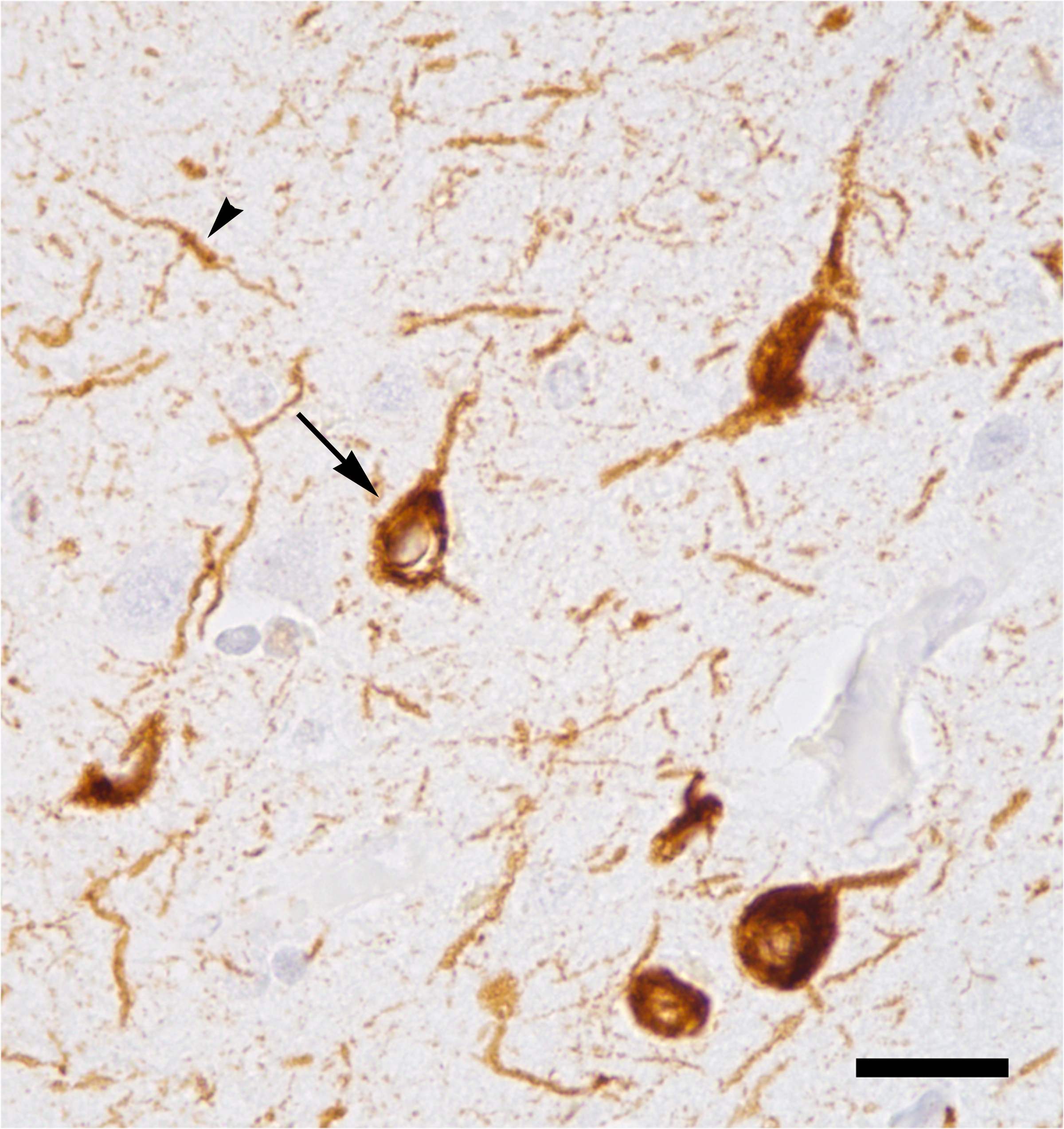
アルツハイマー病で死亡した患者の大脳新皮質における、神経細胞の細胞体（矢印）と神経突起（矢じり）でのタウタンパク質の異常な蓄積。（バーは25ミクロン）

神経原線維変化（NFT）は、アロイス・アルツハイマーによって彼のアルツハイマー病患者で初めて記載された。NFTは二次性タウオパチー（secondary tauopathy）であると考えられている。アルツハイマー病は、老人斑が存在するためアミロイドーシスにも分類される。
タウは過剰なリン酸化がなされると、軸索の微小管から解離する。その後、タウは誤ったフォールディングとなって凝集し始め、最終的にはアルツハイマー病患者でみられるようなNFTとなる。タウが解離すると、微小管の不安定化も起こる。NFTの形成と微小管の不安定化とによって、軸索輸送や神経間のコミュニケーションなどの過程が破壊される。
アルツハイマー病におけるNFTの出現の程度はブラーク分類（Braak staging）によって定義される。ステージIとIIでは、NFTは主に脳のtransentorhinal region（移行嗅内領域）に限定されており、ステージIIIとIVでは海馬など大脳辺縁系に、ステージVとVIでは大脳新皮質の広範囲にもみられる。老人斑の出現は異なった進行を示し、両者を混同してはならない。

## タウオパチーとされる他の疾患
- 原発性年齢関連タウオパチー（英語版） (PART)/神経原線維変化型老年期認知症 - アルツハイマー病と似たNFTがみられるが、老人斑はみられない[4][8][9]。
- 慢性外傷性脳症 (CTE)[10][11]
- 進行性核上性麻痺 (PSP)[12]
- 大脳皮質基底核変性症 (CBD)
- FTDP-17[13]
- リティコ-ボディグ病（英語版）[14]
- 神経節膠腫（英語版）と神経節細胞腫[15]
- 髄膜血管腫症（英語版）[16]
- 脳炎後パーキンソニズム（英語版）
- 亜急性硬化性全脳炎 (SSPE)[17]
- 鉛脳症、結節性硬化症、パントテン酸キナーゼ関連神経変性症（英語版）、神経セロイドリポフスチン症（英語版）など[18]

ピック病では、タウタンパク質は膨れた（"ballooned"とも表現される）神経細胞内の封入体として蓄積している。
認知症の一種である嗜銀顆粒病では、脳組織の顕微鏡観察下で嗜銀性の顆粒やcoiled bodyと呼ばれる構造体が豊富にみられるという特徴を持ち、一部ではアルツハイマー病の一種であると考えられている。この疾患は、進行性核上性麻痺と大脳皮質基底核変性症など他のタウオパチー、そしてピック病とも共在している可能性がある。
タウオパチーはしばしばシヌクレイノパチーと重複しており、それはおそらくシヌクレインとタウタンパク質との相互作用のためである。
非アルツハイマー型のタウオパチーは前頭側頭型認知症または前頭側頭葉変性症と関係しており、ピック・コンプレックス（Pick complex）と総称されることもある。